# Mochlodon
Mochlodon (лат.) — род игуанодонтов, живших в верхнем меловом периоде (86,3—66,0 млн лет назад) на территории Европы.

## История и систематика
В 1859 году администратор шахты Павлович сообщил в Венский университет, что в руднике Гуте Хоффнунг в Австрии находятся ископаемые остатки неизвестного происхождения. Команда во главе с геологами Эдуардом Зюссом и Фердинандом Столичкой обнаружила многочисленные кости нескольких видов, среди них динозавра-орнитопода. Голотип хранился в музее университета, был изучен Эмануэлем Бунзелем в 1870 году. Бунзель в 1871 году назвал находку новым видом игуанодона — Iguanodon suessii Видовое название дано в честь Зюсса и сегодня часто пишется как suessi. В 1881 году Гарри Говир Сили назвал отдельный род Mochlodon. Родовое название происходит от греческого mokhlos — брус, и odon — зуб, ссылаясь на срединные хребты на зубах. Типовой вид — Mochlodon suessi.
Голотип PIUW 2349 найден в угленосных комплексообразованиях в группе Гозау, датированных нижним кампаном, около 80 миллионов лет. Он состоит из нижней челюсти, двух позвонков (в настоящее время утрачены), теменной кости, лопатки, локтевой кости, когтя передней конечности, бедра и голени. В 2005 году нижняя челюсть была обозначена как лектотип.

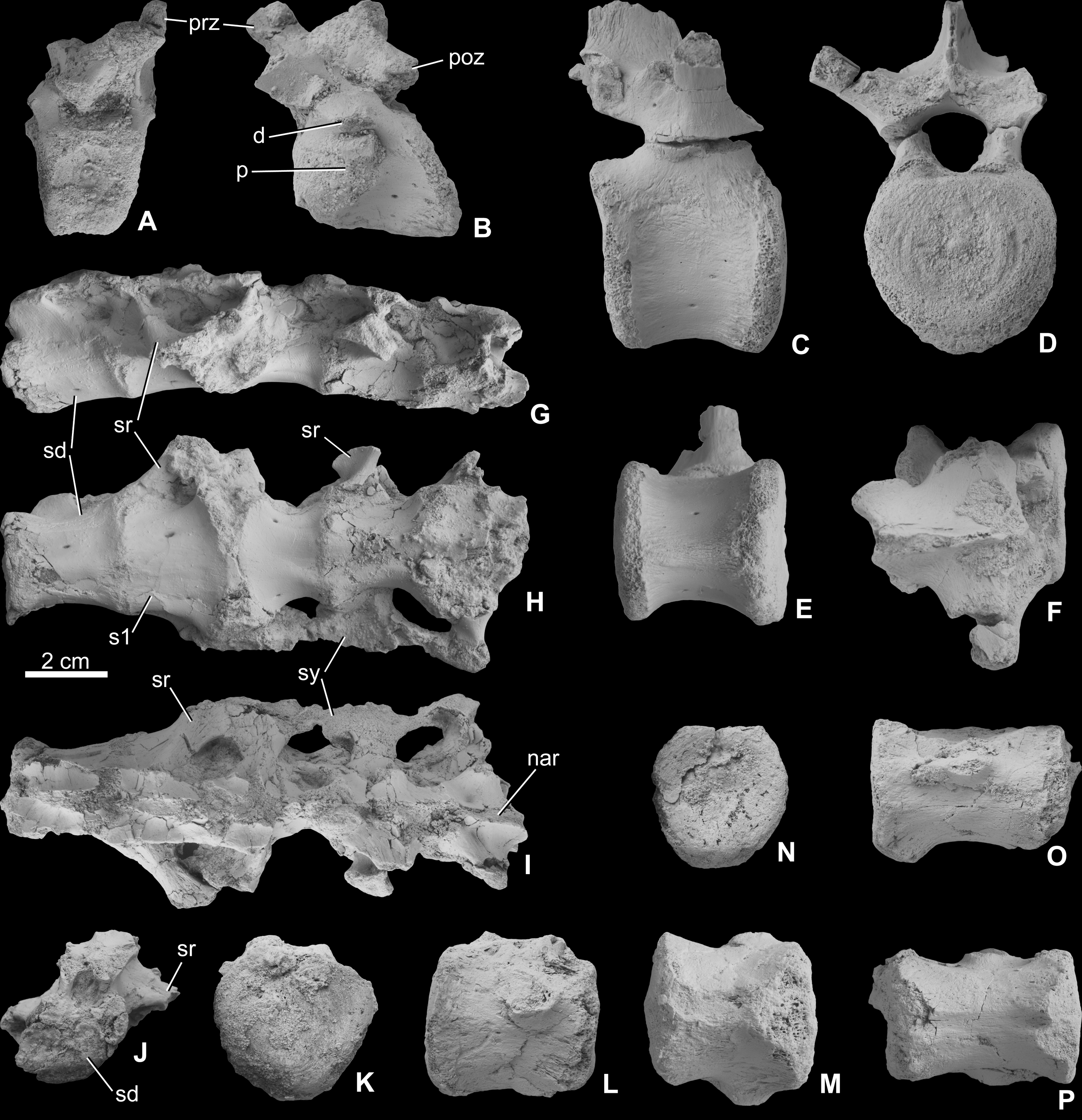
Позвонки Mochlodon vorosi

В конце XIX века барон Франц Нопча отметил сходство окаменелостей, найденных в Румынии, с французским Rhabdodon и австрийским Mochlodon. В 1899 году он назвал некоторые из них Mochlodon inkeyi, видовое название дал в честь Бела Инкей, но в том же году изменил своё название на Rhabdodon inkeyi. В 1900 году Нопкса причислил некоторые румынские остатки к виду Mochlodon robustum. В 1915 году, однако, он пришёл к выводу, что весь этот материал можно отнести к Rhabdodon, а австрийские остатки к Rhabdodon priscus. В последующие годы Mochlodon часто считался nomen dubium. В 2003 году, когда М. robustus был переименован в Zalmoxes, Mochlodon был предварительно восстановлен как отдельный род с видом Mochlodon suessi. Исследование 2005 года показало, что у Mochlodon по отношению к Zalmoxes нет никаких аутапоморфий, австрийская находка остаётся временно в Zalmoxes sp.; определённая идентификация даст Mochlodon номенклатурный приоритет.
Второй вид, М. vorosi, был описан в 2012 году.
Mochlodon был небольшим двуногим травоядным динозавром.
С 2003 года Mochlodon является членом семейства Rhabdodontidae.